# サイバースペース独立宣言

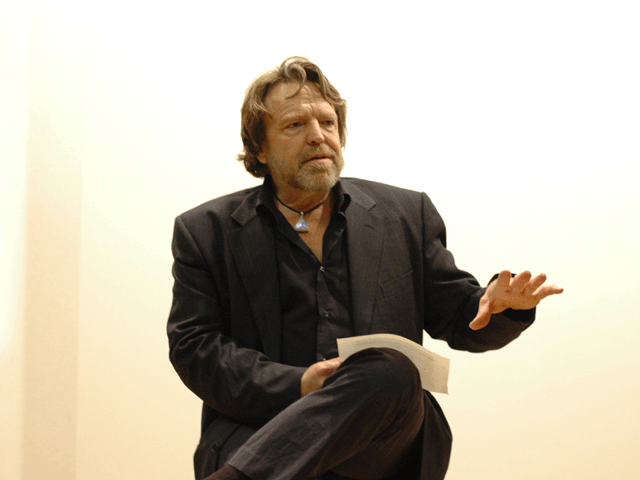
「宣言」10周年記念式典のバーロウ

『サイバースペース独立宣言』（サイバースペースどくりつせんげん、英: A Declaration of the Independence of Cyberspace）は、急速に成長しているインターネットにおける政府の適合可能性（またはその不可能性）に関する、広く発信された文書。 電子フロンティア財団の創設者であるジョン・ペリー・バーロウによって起草され、1996年2月8日にスイスのダボスからインターネット上に公表された。 これは主に、1996年のアメリカ合衆国の通信品位法に対する応答して書かれた。2014年に、宣言を朗読しているバーロウの音声と動画が公開された。

## 内容
宣言は、16の短い段落で、外部の権力、特にアメリカ合衆国政府によるインターネット検閲への反論を述べている。アメリカはインターネットに法律を適用するための被治者の同意を有しておらず、インターネットは全ての国の国境の外にあると述べている。代わりに、インターネットは黄金律に基づく、問題の処理方法を決定するための独自の社会契約を結んでいるとしている。これは、アメリカ独立宣言を想起する言葉で表現されている。この文書は通信品位法に言及しているが、中華人民共和国、ドイツ、フランス、ロシア、シンガポール、イタリアがインターネットを抑圧していると非難している。

## 評価
ばるぼらはサイバースペース独立宣言について「それまでの西海岸思想の特徴が凝縮されて表現されています。ハッカーたちの反国家的な性格が強く出た文章です」「で、この西海岸のハッカー思想の前身には60年代のカウンターカルチャーにおけるヒッピーの思想があるんです」と指摘している。